# Rhus schiedeana
Rhus schiedeana là một loài thực vật có hoa trong họ Đào lộn hột. Loài này được Schltdl. miêu tả khoa học đầu tiên năm 1842.